# Ed Salivan
Edvard Vinsent Salivan (28. septembar 1901 – 13. oktobar 13, 1974) bio je američka televizijska ličnost, sportski komentator, reporter za sport i zabavu, i sindikalni kolumnista za Njujork dejli njuz i Čikago tribjun Njujork njuz sindikat. On je uglavnom zapamćen kao tvorac i domaćin televizijskog programa za emisiju The Toast of the Town, kasnije popularno - i na kraju službeno - preimenovanu u Ed Salivanov šou. Ona je emitovana tokom 23 godine, od 1948. do 1971. godine, i postavila je rekord kao najdugovečniju varijetetnu emisiju u istoriji emitovanja u SAD. „To je, po bilo kojoj meri, bila posljednja sjajna TV emisija”, rekao je televizijski kritičar Dejvid Hinkli. „To je jedna od naših najbliskijih, najdražih pop kulturnih memorija.”
Salivan je bio pionir emitovanja na mnogim nivoima u ranom dobu televizije. Kao što je TV kritičar Dejvid Biankuli napisao, „Pre MTV-a, Salivan je prezentirao rok umetnike. Pre Bravo mreže, on je prezentirao džez, klasičnu muziku i pozorište. Pre Kanala komedije, čak i pre nego što je bilo emisije the Tonight Show, Salivan je otkrivao i popularizovao mlade komičare. Pre nego što je bilo 500 kanala, pre kablovske televizije, Ed Salivan je pružao mogućnosti izbora. Od samog početka on je zaista bio centar pažnje (engl. the Toast of the Town)." Salivan je 1996. godine bio rangiran na 50. mestu na TV vodičevom spisku „50 najvećih TV zvezda svih vremena”.

## Detinjstvo, mladost i karijera
Edvard Vincent Salivan rođen je 28. septembra 1901. u Harlemu u Njujorku, kao sin Elizabete F. (rođene Smit) i Pitera Artura Salivana, zaposlenog u carinarnici. On je odrastao u Port Česteru, u Njujorku, gde je porodica živela u maloj kući od crvene cigle u ulici Vašingston 53. On je bio je irskog porekla. Cela porodica je volela muziku, i neko je u kući uvek svirao klavir ili pevao. U njihovom domu je fonograf je bio cenjen uređaj. Porodica je volela da sluša sve vrste ploča na njemu. Salivan je bio nadareni sportista u srednjoj školi, i prikupio je 12 atletskih pisama preporuke iz srednje škole u Port Česteru. U američkom fudbalu je igrao halfbeka; bio je čuvar u košarci; a na trkačkoj stazi je bio sprinter. U bejzbol ekipi Salivan je bio hvatač i kapetan ekipe, i vodio je tim na nekoliko prvenstava. Bejzbol je na njega ostavio utisak koji će oblikovati njegovu karijeru, kao na kulturu Amerike. Salivan je napomenuo da je u državi Njujork, što se tiče srednjoškolskih sportova, integracija bila shvaćena zdravo za gotovo: „Kada smo prešli u Konektikat, naišli smo na klubove koji su imali crne igrače. U to vreme je to bilo prihvatano kao uobičajeno. Odatle potiče moj instinktivni antagonizam godinama kasnije prema bilo kojoj teoriji da crnac nije bio dostojan protivnik ili da je inferiorna osoba. To je jednostavno bilo tako.”

## Radio
Godine 1941, Salivan je bio domaćin Summer Silver Theater, estradnog programa na CBS-u, sa Vilom Bredlijem kao vođom benda i gostujućom zvezdom svake nedelje.

## Televizija
Godine 1948, producent Marlo Luis ubedio je CBS mrežu da angažuje Salivana da radi nedeljnu televizijsku emisiju, Toast of the Town, koja je kasnije postala The Ed Sullivan Show. Debitujući u junu 1948. godine, predstava je prvobitno emitovana iz Maksin Eliot teatra u Zapadnoj 39. ulici u Njujorku. Januara 1953, preseljena je u CBS-TV Studio 50, u 1697 Brodveju (kod 53. ulice) u Njujorku, koji je 1967. preimenovan u Ed Sulivanov teatar (a kasnije je bio dom za Late Show with David Letterman i The Late Show with Stephen Colbert). Od 1936. do 1950. godine, Studio 50 je bio igraonica CBS radija. Pre toga je bio poznat kao Menhatn teatar, Bili Rosova muzička dvorana i Hamerstajnov teatar (sagradio ga je 1927. godine Artur Hamerstajn).
Televizijski kritičari dali su loše kritike novoj emisiji i njenom domaćinu. Harijet Van Horn je tvrdila da je „stigao tamo gde jeste ne time što je imao ličnost, već time što nije imao ličnost“. (Voditelj je pisao kritičarki: „Draga gospođice Van Horn: Ti kučko. S poštovanjem, Ed Salivan.“) Salivan je imao male glumačke sposobnosti. Godine 1967, 20 godina nakon debija njegove emisije, magazin Tajm je pitao: „Šta je tačno talenat Eda Salivana?“ Njegovi maniri pred kamerom su bili toliko nezgrapni da su neki gledaoci verovali da voditelj pati od Belove paralize. Tajm iz 1955. je izjavio da Salivan podseća na
Indijanaca iz prodavnice cigara, Kardifskog Džina i spomenik kamenog lica iskrcan s broda sa Uskršnjeg ostrva. Kreće se kao mesečar; njegov osmeh je izraz lica čoveka koji siše limun; njegov govor se često gubi u gustišu sintakse; njegove oči iskaču iz duplji ili tonu tako duboko u podočnjake da kao da gledaju u kameru sa dna duplog bunara.
„Ipak“, zaključio je časopis, „umesto da plaši decu, Ed Salivan šarmira celu porodicu“. Salivan je publici izgledao kao prosečna osoba koja je donosila sjajna dela šou biznisa na njihovim kućnim televizorima. „Ed Salivan će trajati“, rekao je komičar Fred Alen, „sve dok neko drugi ima talenat.“ Česti gost Alan King je rekao: „Ed ne radi ništa, ali to radi bolje od bilo koga drugog na televiziji.“ Tipična emisija bi sadržala vodviljski čin (akrobate, žongleri, mađioničari, itd.), jednog ili dva popularna komičara, pevačku zvezdu, omiljenog džuboksa, figuru iz legitimnog pozorišta, a za decu posetu lutka „Topo Džidžio, mali italijanski miš”, ili popularni sportista. Izbor je često bio međunarodnog obima, sa mnogim evropskim izvođačima koji su uveličali američke umetnike.

## Literatura
- Nachman, Gerald (2009). Right Here on our Stage Tonight! Ed Sullivan's America. University of California Press. ISBN 978-0520268012.
- Leonard, John,. „„The Ed Sullivan Age”. American Heritage. 48 (3). May—June 1997. Проверите вредност парамет(а)ра за датум: |date= ([[Помоћ:CS1 грешке#bad_date|помоћ]])[[Категорија:CS1 грешке: датуми]]”. Архивирано из оригинала 09. 01. 2009. г. Приступљено 02. 05. 2020. Сукоб URL—викивеза (помоћ),
- Nachman, Gerald,. „Ed Sullivan”. Архивирано из оригинала 27. 06. 2009. г. Приступљено 02. 05. 2020., December 18, 2006.
- Maguire, James (2006). Impresario: The Life and Times of Ed Sullivan. Billboard Books./31/102929/
- Bowles, Jerry (1980). A Thousand Sundays: The Story of the Ed Sullivan Show.. Putnam,
- Barthelme, Donald, (1976). „And Now Let's Hear It for the Ed Sullivan Show!”. Guilty Pleasures., Farrar, Straus and Giroux, 1974
- „Current Biography Yearbook”. H. W. Wilson Company. 1953.
- „Radio: Big As All Outdoors”. Time. 17. 10. 1955. ISSN 0040-781X.
- „Variety Shows: Plenty of Nothing”. Time. 13. 10. 1967.
- Barnouw, Erik (31. 5. 1990). Tube of Plenty: The Evolution of American Television. Oxford University Press. ISBN 978-0-19-987917-5.
- Bowles, Jerry G. (1980). A Thousand Sundays: The Story of the Ed Sullivan Show. Putnam. ISBN 978-0-399-12493-8.
- Fong-Torres, Ben (2006). The Doors (1st изд.). Hyperion. ISBN 1-4013-0303-X.
- Harris, Michael David (1968). Always on Sunday: Ed Sullivan: an Inside View. Meredith Press.
- Howard, Moe (1. 10. 1979). Moe Howard and the Three Stooges. Carol Publishing Group. ISBN 978-0-8065-0666-1.
- Lenburg, Greg; Howard Maurer, Joan; Maurer, Norman (1982). The Three Stooges Scrapbook. Citadel Press. ISBN 978-0-8065-0946-4.
- Leonard, John (1992). A Really Big Show: A Visual History of the Ed Sullivan Show. Viking Studio Books. ISBN 978-0-670-84246-9.
- Maguire, James (2006). Impresario : the life and times of Ed Sullivan. New York: Billboard Books. ISBN 0823079627.
- Moore, Gary W. (20. 1. 2011). Hey Buddy: In Pursuit of Buddy Holly, My New Buddy John, and My Lost Decade of Music. Savas Beatie. ISBN 978-1-61121-063-7.
- Sisson, Richard; Zacher, Christian K.; Cayton, Andrew R. L. (2007). The American Midwest: An Interpretive Encyclopedia. Bloomington, Ind.: Indiana University Press. ISBN 978-0-253-34886-9.
- White, George R. (1998). Bo Diddley: Living Legend. Castle Communications. ISBN 978-1-86074-130-2.

## Spoljašnje veze
- „The Official Ed Sullivan Show Website”. Архивирано из оригинала 20. 02. 2016. г. Приступљено 02. 05. 2020.
- Ed Sullivan Papers at the Wisconsin Center for Film and Theater Research.
- Ed Sullivan Documentary
- Ed Salivan na sajtu  (jezik: engleski)
- Ed Salivan на веб-сајту  (језик: енглески)